# Гимры
Гимры́о файле (авар. Генуб) — село в Унцукульском районе Республики Дагестан. Образует сельское поселение «село Гимры», как единственный населённый пункт в его составе.
Родовое село двух легендарных имамов Дагестана: Газимагомеда (1795—1832) и Шамиля (1797—1871).
Фактически село состоит из двух населённых пунктов: собственно село Гимры и посёлок Кваритлух (Временный), расположенный в районе Ирганайской ГЭС, у Южного портала ГАДТ.

## География
Селение расположено у подножья Гимринского хребта, на правом берегу реки Аварское Койсу. Находится в 17 км к северу от районного центра — Шамилькала и в 67 км к юго-западу от Махачкалы. 
Через село проходит дорога республиканского значения Гимры-Чирката. С Буйнакском и Махачкалой связано Гимринским автодорожным тоннелем, открытым после реконструкции 2 октября 2012 года.

### Климат
| Показатель                    | Янв.  | Фев.  | Март | Апр. | Май  | Июнь | Июль | Авг. | Сен. | Окт. | Нояб. | Дек. | Год   |
| ----------------------------- | ----- | ----- | ---- | ---- | ---- | ---- | ---- | ---- | ---- | ---- | ----- | ---- | ----- |
| Абсолютный максимум, °C       | 16,0  | 17,9  | 20,4 | 28,4 | 32,1 | 36,1 | 37,7 | 37,7 | 31,0 | 22,2 | 19,1  | 11,1 | 39,9  |
| Средний суточный максимум, °C | 11,2  | 12,0  | 14,4 | 14,4 | 22,6 | 25,7 | 28,9 | 28,9 | 23,0 | 17,2 | 13,5  | 7,8  | 16,0  |
| Средняя температура, °C       | 1,2   | 1,2   | 3,6  | 11,4 | 16,2 | 22,6 | 25,7 | 25,7 | 20,3 | 12,9 | 8,5   | 2,7  | 12,4  |
| Средний суточный минимум, °C  | −2    | −2    | 7,1  | 9,1  | 17,6 | 21,3 | 24,0 | 25,5 | 16,5 | 13,6 | 5,5   | −2   | 10,2  |
| Абсолютный минимум, °C        | −14,1 | −14,8 | −0,0 | −0,0 | 14,0 | 18,8 | 17,7 | 21,0 | 11,7 | 11,6 | 2,7   | −7,5 | −22,8 |
| Источник: Погода в Гимрах     |       |       |      |      |      |      |      |      |      |      |       |      |       |

## Этимология
Аварское название села Генуб произошло от слова «гени» — груша. Согласно словам местных, несколько веков назад здесь был сплошной лес, а начиная от местности, где сейчас находится старая часть аула, тянулась грушевая роща. Современное русскоязычное название аула является тюркизмом. Согласно одной из версий, оно связана с киммерийским племенем, которое здесь когда-то побывавшим здесь. Другие версии связывают название с кумыкским словом къымра — название растения или же с огузским словом гемры, что значит пастбище.

## История
Точная дата основания села неизвестна. Профессор Расул Магомедов считал, что Гимры были столицей древнего государства Хумраджа, которое также называлось Ас-Сарир. Позднее историк Тимур Айтберов в своём исследовании пришёл к выводу, что Гимры не являлось её столицей. В связи с этим историки не стали обширно рассматривать и изучать историю села, год основания его остаётся неизвестным и по сей день.

### Кавказская война

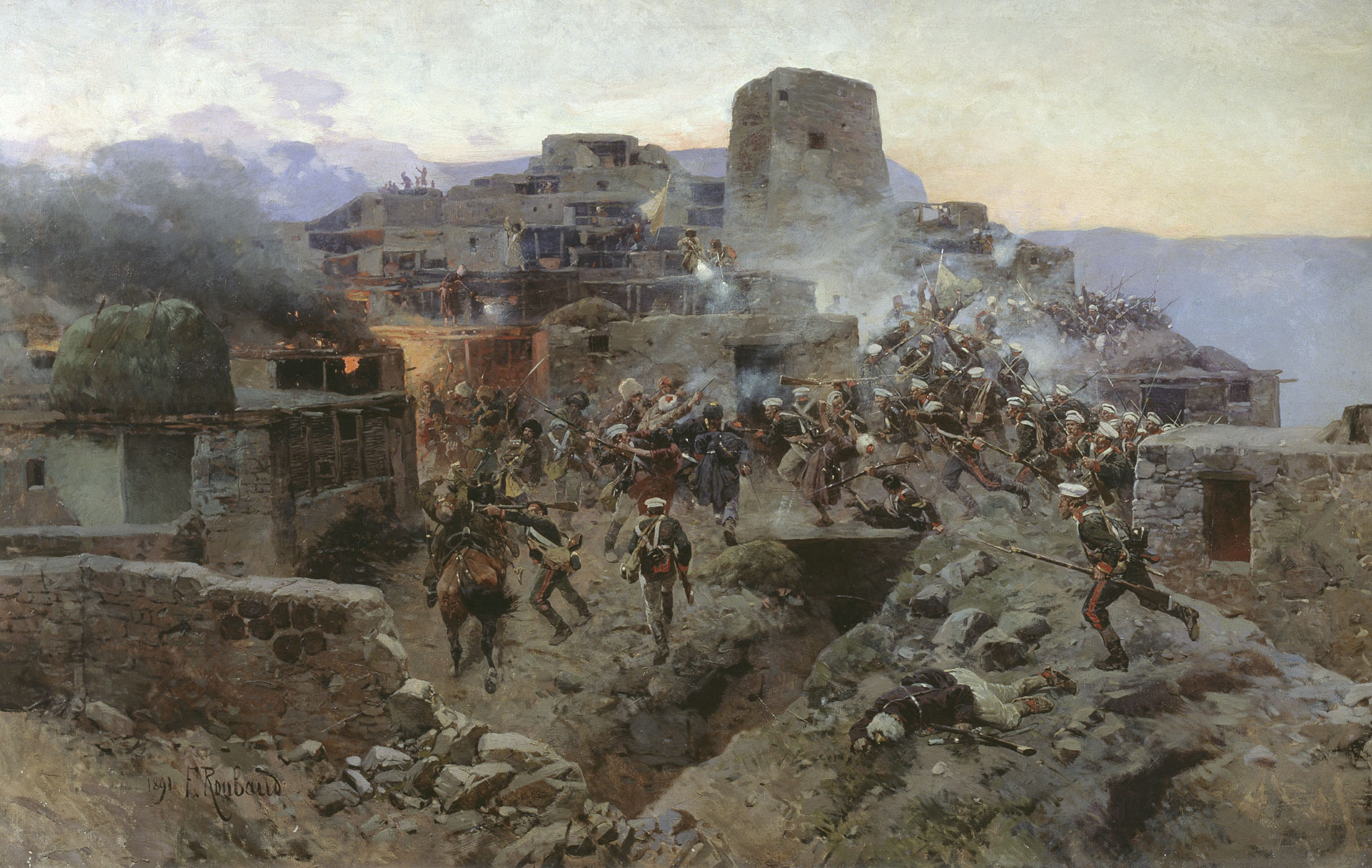
Картина Франца Рубо «Штурм аула Гимры», (1891) — Дагестанский музей изобразительных искусств.

Село Гимры сыграло значительную роль в истории народов Дагестана, Кавказа и России. Здесь родились два имама Дагестана — Гази-Мухаммад и Шамиль, первый из которых объединил горцев наставлениями шариата, идеями независимости, свободы и равенства, а второй три десятилетия энергично вёл священную войну за эти идеи.
В ходе Кавказской войны, этот неприступный горный оплот защищал отряд горцев во главе с имамом Гази-Мухаммадом. Аул был взят 17 октября 1832 года русским отрядом под командованием генерала Розена численностью около 10 тысяч человек.
После ожесточённого штурма русские ворвались в Гимры. Тогда Гази-Мухаммад и 15 мюридов, среди которых был и будущий имам Шамиль, укрылись в сторожевой башне. Оттуда они пытались прорваться в горы. Во время схватки почти все они, в том числе и сам имам, погибли. Шамилю удалось спастись. Русские потеряли во время штурма 480 человек (в том числе 41 убитыми).
Падение аула Гимры и гибель Гази-Мухаммада завершают первый этап газавата на Северном Кавказе. Новое обострение военных действий в данном районе началось после прихода к власти в Чечне и Дагестане имама Шамиля.
Село Гимры несколько лет было столицей теократического исламского государства Имамат, существовавшее на территории Дагестана и Чечни в 1829—1859 годах, получившее наибольшее развитие в годы правления имама Шамиля.

### В настоящее время

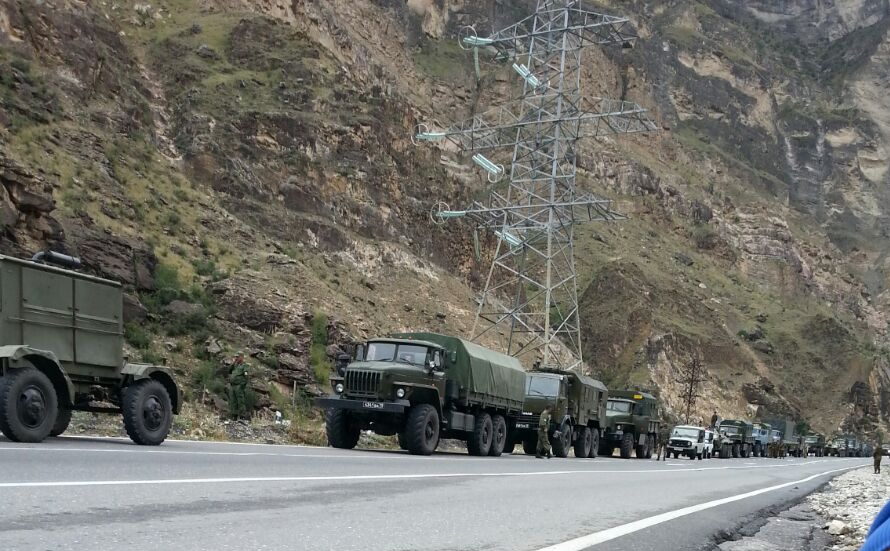
Военная техника у въезда в село. 20.09.2014

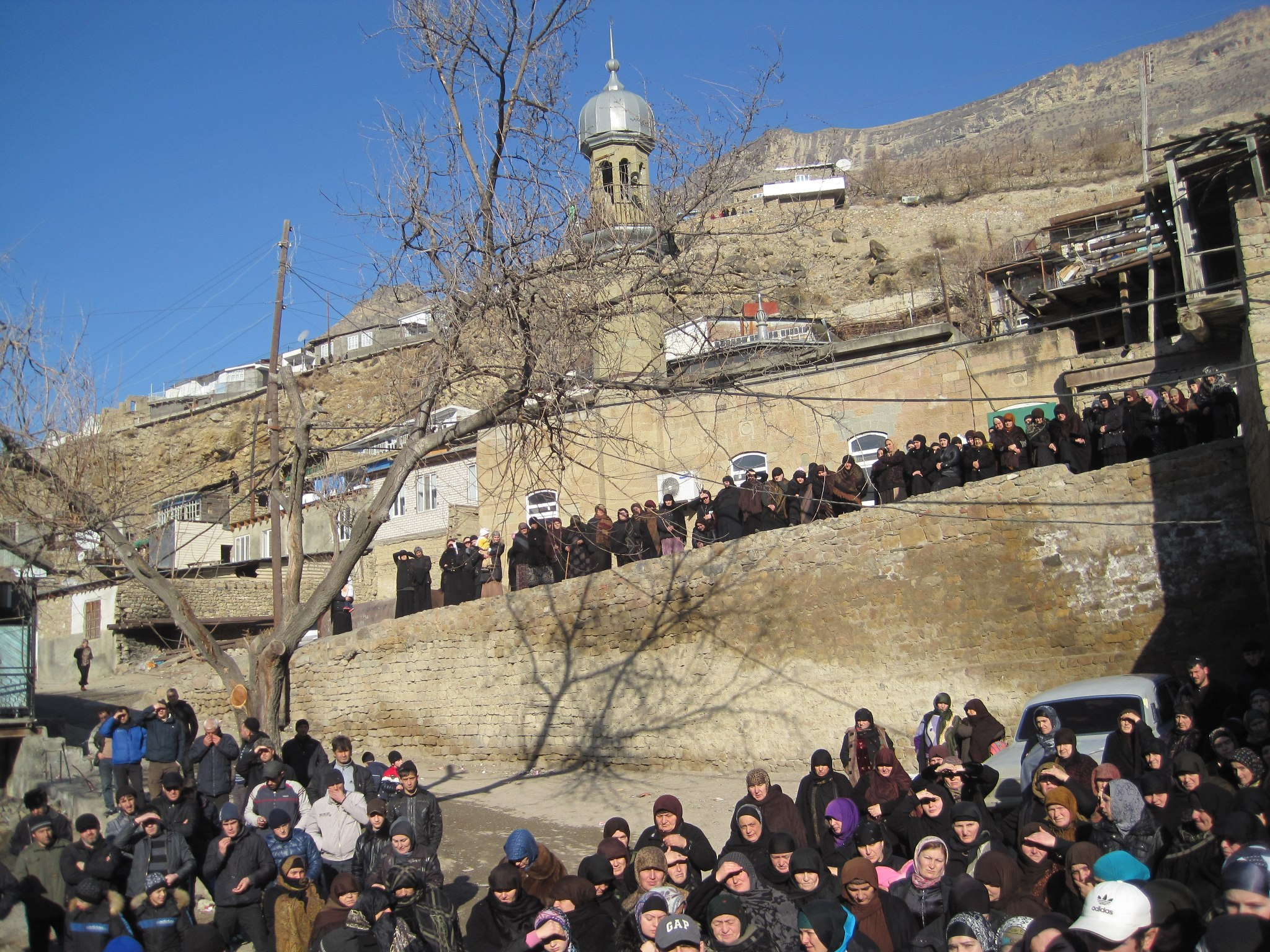
Митинг селян с требованием прекращения режима КТО

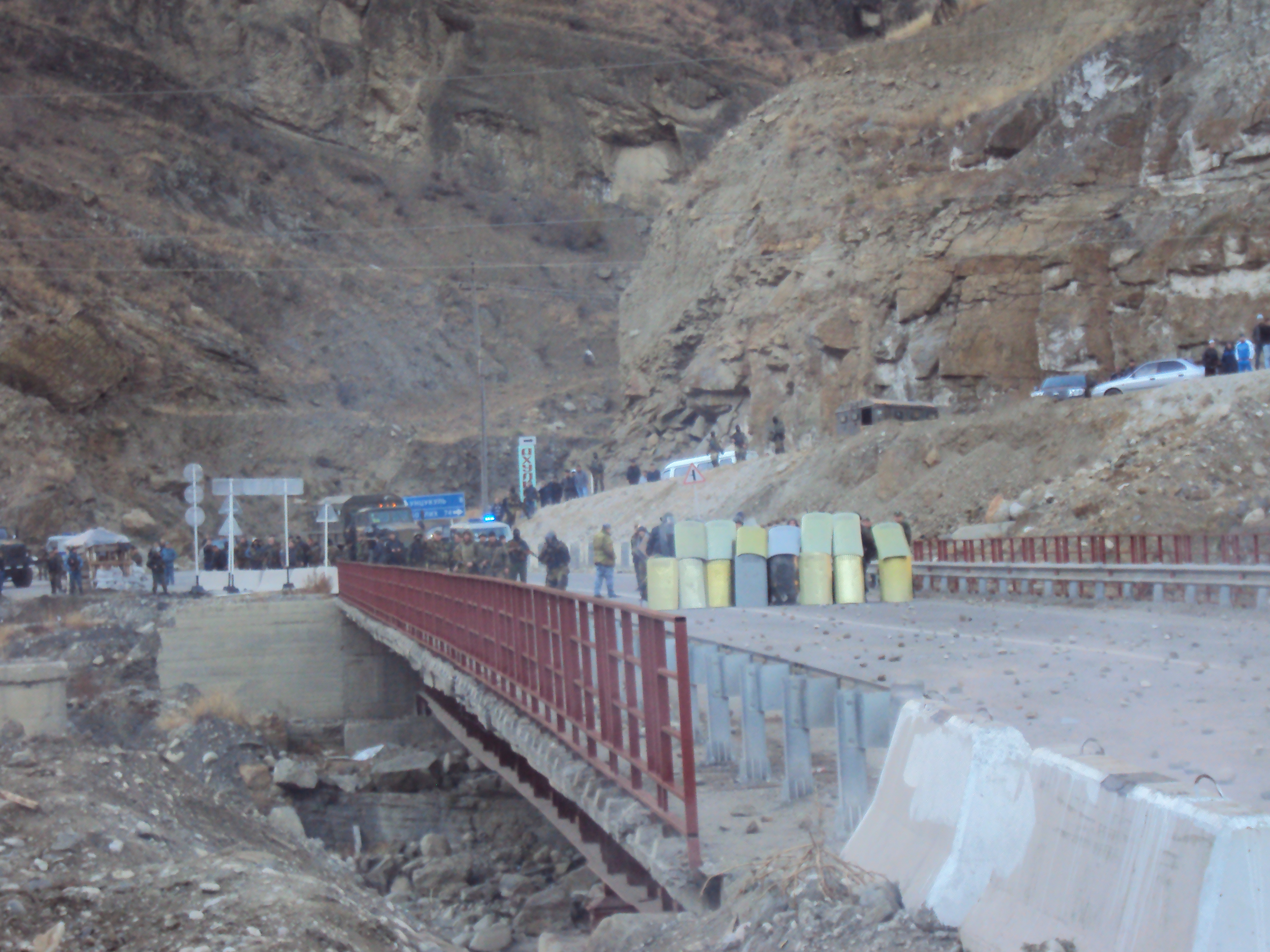
Столкновение между жителями села и российским ОМОНом на гимринском мосту 16 октября 2012 года

С 1990-х годов по настоящее время, село постоянно подвергается зачисткам со стороны ВС РФ. В январе 2006 года у села проводились бои между российской армией и боевиками незаконных вооруженных отрядов. Режим контртеррористической операции в Гимры был введен 15 декабря 2007 года после убийства в селе Гимры депутата Народного собрания республики Дагестан — Газимагомеда Магомедова.

#### События 2012 года
10 января 2012 года сотрудники правоохранительных органов и военнослужащие заблокировали Гимры. К селу подтягивалась тяжёлая военная техника, в количестве 150 единиц и большое количество военнослужащих. Был введён комендантский час, с 8 вечера до 7 утра, запрещено было выходить на улицу. Само село было разбито силовиками на несколько секторов, проводился подворный обыск. 13 января жители села сообщили о случаях избиения селян.
14 января 2012 года жители села провели митинг, где приняло участие около 1000 человек, с требованием снять режим КТО. К 17 января 2012 года режим КТО в селе был снят.

#### События 2013—2014 годов
Сотрудники правоохранительных органов избили несколько сельчан, вели себя грубо. 13 января в центре села произошёл конфликт между силовиками и гимринской молодёжью. Одному из ОМОНовцев показалось, что его снимают на камеру мобильного телефона, конфликт перерос в драку, солдаты стали стрелять в воздух, буквально за несколько минут в центр села собрались десятки сельчан, после чего и состоялся сход гимринцев.
11 апреля 2013 года в село вошли сотрудники силовых структур; к селу была подтянута тяжёлая военная техника в количестве 450—500 единиц. Село было полностью блокировано, жителям был открыт коридор, через который часть жителей покинула село. К полудню началась пулемётная и автоматная перестрелка между спецназовцами и боевиками-экстремистами. К ночи трое из сопротивлявшихся омоновцам были убиты. Они были предварительно опознаны как члены гимринской группировки, которые действовали под началом Ибрагима Гаджидадаева.

Во время штурма участка, где укрывались обнаруженные экстремисты, сотрудники силовых структур были обстреляны со стороны села. Со стороны силовиков был открыт ответный огонь. Поздно вечером оставшиеся экстремисты, стрелявшие по сотрудникам спецподразделений со стороны села, прорвались через оцепление.
Предполагается, что среди них находились кадий Дагестана, амир Горного сектора Магомед Сулейманов, кадий Имарата Кавказ Алиасхаб Кебеков и др.
7 августа 2013 года с группой жителей села Гимры встретился врио президента Дагестана Рамазан Абдулатипов. В ходе встречи Р.Абдулатипов заявил: 

«Никто не должен ездить к вам наводить порядок, порядок должны наводить вы сами. К вам приходят люди, чтобы спасти вас от бандитов, а вы им стреляете в спину. После этого приходите с жалобами, что с вами не так обращаются».
18 сентября 2014 года посёлок Гимры, который примыкает к селу Гимры, был заблокирован силовиками и военными, численность которых составляет более 1000. Въезды и выезды были блокированы военной техникой. На следующий день начались подворовые обходы и проверка всех жителей.
22 сентября ночью в посёлке началась стрельба из крупнокалиберного оружия. А уже 2 октября появилась информация, что трое боевиков убиты в перестрелке и один боец ОМОНа получил тяжёлую рану. Гимринский автодорожный тоннель закрыт, посёлок и село до сих пор блокированы, объявлен КТО.
20 октября 2013 года МВД Дагестана сообщило, что 18 жителей села Гимры подозреваются в том, что они "вступили в состав диверсионно-террористической группы «гимринская» под руководством находящегося в федеральном розыске Магомеда Сулейманова.

#### Гимринское соглашение
6 февраля 2014 года было подписано соглашение по вопросам взаимодействия между Правительством Республики Дагестан, администрацией муниципального района «Унцукульский район», администрацией сельского поселения «село Гимры» и общественностью сельского поселения «село Гимры».

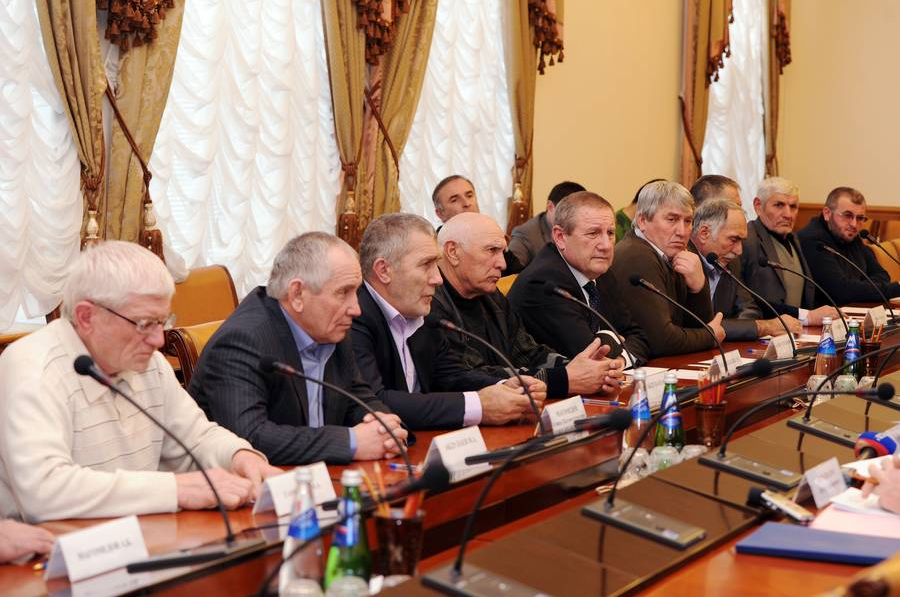
Представители общественности села Гимры в момент подписания Соглашения

Предметом соглашения являлось обеспечение взаимодействия между сторонами в сфере противодействия экстремизму и терроризму на территории сельского поселения «село Гимры» и осуществление мер по социально-экономическому развитию муниципального района «Унцукульский район». Целями соглашения являются сохранение мира и стабильности, укрепление законности и правопорядка, улучшение общественно-политической и социально-экономической ситуации в муниципальном районе «Унцукульский район».
В обязательств общественности села входило:
1. принимать все законные меры для возвращения к мирной жизни уроженцев села, участвующих в деятельности незаконных вооружённых формирований, в том числе за пределами страны,
2. совместно с правоохранительными органами не допускать в село имеющих отношение к незаконным вооруженным формированиям и оказывающих содействие их членам,
3. оказывать содействие правоохранительным органам во время проведения контртеррористических операций на территории села.
4. создать на территории села народную дружину, проводить агитационную работу среди молодёжи о необходимости оказания поддержки правоохранительным органам в борьбе против незаконных вооружённых формирований,
5. направлять в правоохранительные органы лиц из числа молодёжи для участия в охране общественного порядка.
6. разработать и реализовать меры, направленные на повышение эффективности работы общественности сельских поселений по недопущению вовлечения жителей сельских поселений в ряды незаконных вооружённых формирований,
7. координировать работу органов местного самоуправления района и сельского поселения, общественности села по реализации условий Соглашения
8. обеспечить организацию и ежеквартальное проведение сходов жителей села для решения вопросов, обозначенных в Соглашении,
9. проводить разъяснительную работу среди жителей села о преступной сущности идеологии экстремизма и терроризма,
10. координировать работу народной дружины сельского поселения и т. д.

В подписании соглашения приняли участие премьер-министр Абдусамад Гамидов, вице-премьер Рамазан Джафаров, заместитель руководителя Администрации Главы и Правительства РД Артур Исрапилов, глава Унцукульского района Шамиль Магомедов, а также 12 представителей общественности села Гимры.

#### События 2015 года
30 марта 2015 года в километре от села было замечено скопление военной техники и военнослужащих.
23 июня в ходе спецмероприятий близ населённого пункта Гимры произошла перестрелка, после которой был введён режим КТО: были убиты два боевика и военнослужащий. Боевики, принадлежавшие «гимринской» группировке, были опознаны как амир Абдурахман Абдурахманов и его подчинённый Рамазан Камильбегов.
На окраине села, в местности Гинидукал (авар. ГъинидукӀкӀал), военные вели крупномасштабный бой с применением тяжёлой техники и авиации. В связи с проведением спецоперации был закрыт Гимринский автодорожный тоннель. Днём к Гимрам была направлена дополнительная военная техника.
10 августа в Унцукульском районе был введён режим КТО и был закрыт Гимринский тоннель. В ходе спецоперации были убиты четыре человека, Магомед Сулейманов, возглавлявший «Имарат Кавказ», «главарь „горного сектора“ Дагестана» Саид Камилов (Араканский), Омар Сулейманов и Абдула Абдуллаев.
12-13 августа в районе села была сильная стрельба и продолжал действовать пропускной режим. Силовики выпускали людей только по спискам. К ним относились работники администрации, полиции, а также некоторые сотрудники ГЭС. Остальных жителей села не выпускали. 14 августа спецоперация в районе села продолжилась.
16 августа в лесу около села Гимры в перестрелке с силовиками был убит 30-летний Магомед Абдулаев, известный в подполье как Абу Дуджана Гимринский, который был «амиром» «Горного сектора» с 30 сентября 2014 года и который возглавлял международную террористическую организацию «Имарат Кавказ» после гибели Магомеда Сулейманова.
20 августа, несмотря на отмену режима КТО, в селе продолжал действовать пропускной режим и ограничения, связанные с передвижением местных жителей.
10-12 октября в селе был объявлен режим КТО и проводилась операция по обезвреживанию боевиков.
11 октября в результате спецоперации были убиты три предполагаемых боевика: Руслан Ибрагимов, Ахмед Абдурахманов и Шамиль Шамилов, также погиб один сотрудник ФСБ.
19 октября жители села Газимагомед Алигаджиев и Газимагомед Камильбегов, подозреваемые в причастности к боевикам, задержаны после добровольной сдачи властям,
24 октября в рамках объявленной в селении Гимры контртеррористической операции был блокирован дом, завязалась перестрелка, в результате которой был убит предполагаемый участник вооружённого подполья. Он был опознан как 36-летний местный житель Абдула Нустафаев (Нустапаев). По данным НАК, он был активным членом «гимринской» группы боевиков, организатором подрыва на Ирганайской ГЭС в сентябре 2010 года.

Оружие российских силовиков, оставшееся после спецопераций против боевиков в селе Гимры. Гимринский историко-краеведческий музей
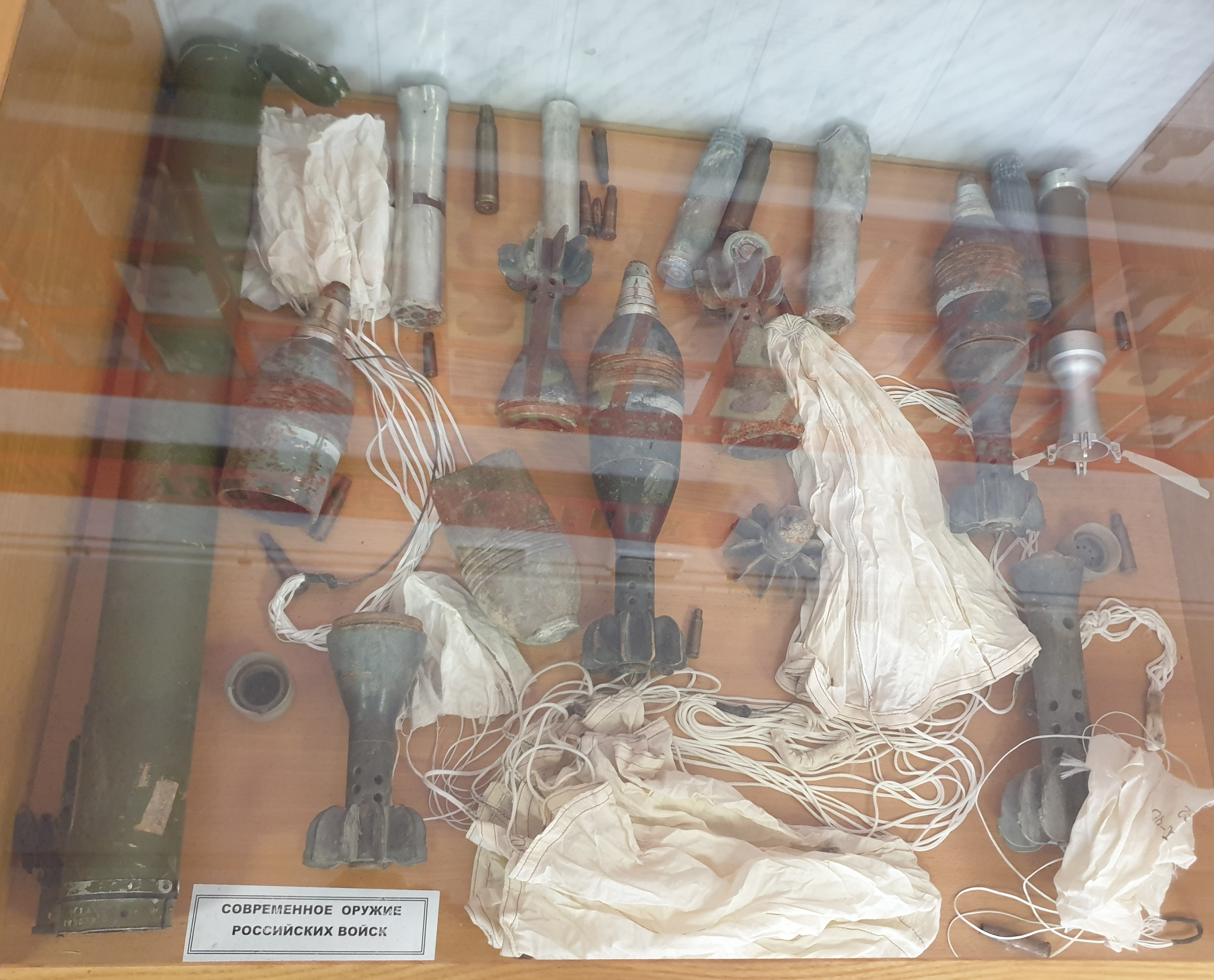
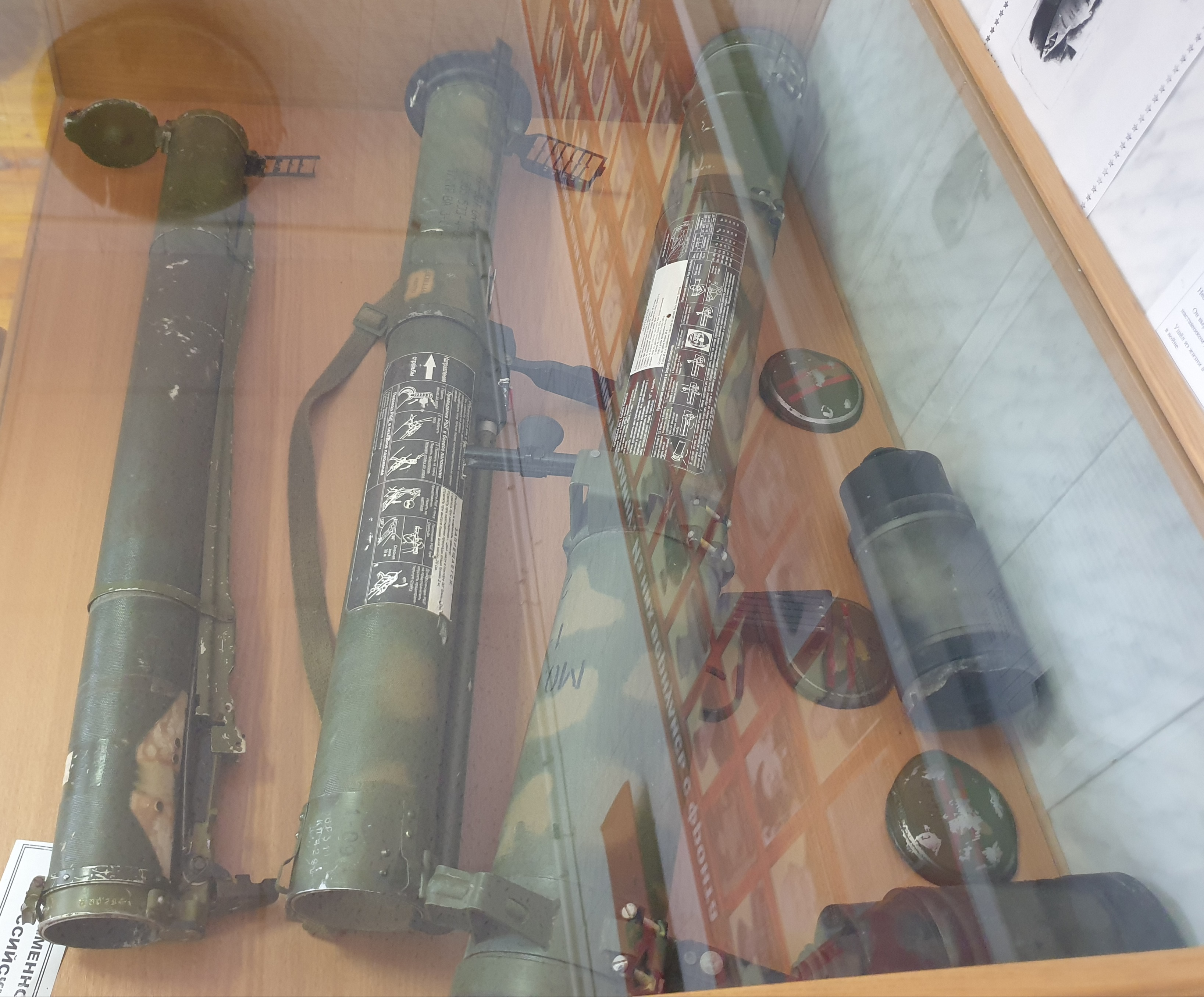

#### События 2016 года
1 июня 2016 года члены СПЧ, посетившие Дагестан, заявили, что в селе Гимры очень распространена практика по постановке на профилактический учёт, причем в отношении даже той части населения, которая не имеет отношения к участникам незаконных вооруженных формирований.

## Население
| 1888  | 1895  | 1926  | 1939  | 1970  | 1989  | 2002  |
| ----- | ----- | ----- | ----- | ----- | ----- | ----- |
| 1125  | →1125 | ↗1156 | ↗1489 | ↗1615 | ↗1984 | ↗3362 |
| 2010  | 2012  | 2013  | 2014  | 2015  | 2016  | 2017  |
| ↗4654 | ↗4721 | ↗4785 | ↗4835 | ↗4904 | ↗4963 | ↗5016 |
| 2018  | 2019  | 2020  | 2021  | 2023  | 2024  | 2025  |
| ↗5081 | ↗5119 | ↗5150 | ↗5168 | ↗5239 | ↗5297 | ↗5365 |

## Хозяйство

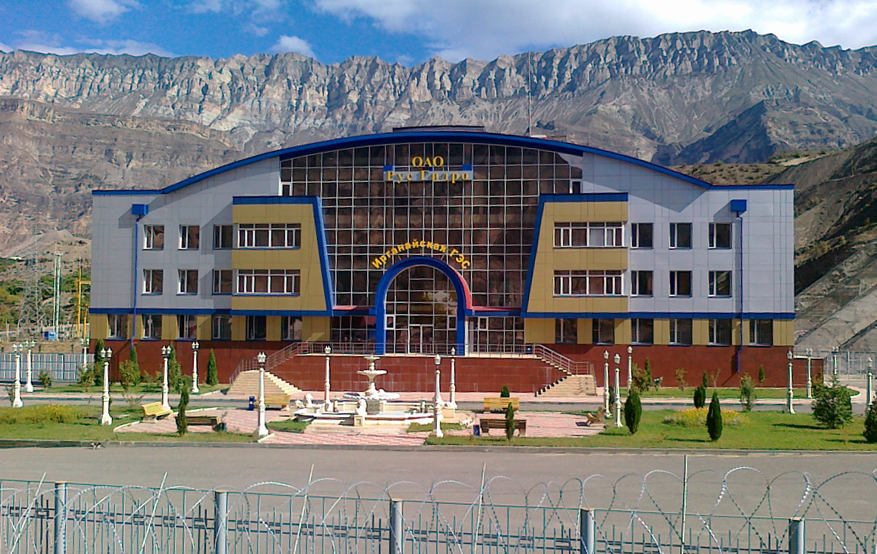
Ирганайская ГЭС

Климат в Гимрах очень благоприятен для сельского хозяйства, и земля тут плодородная: поэтому везде сады, в которых выращивают персики, груши, хурму, виноград и абрикосы.
Сады снискали славу аулу Гимры ещё в глубокой древности. За фруктовыми деревьями здесь ухаживают, как за своими детьми. Фрукты — основной источник дохода.
Тут участки не возделывают, а строят, превращая подножие гор в ступенчатые пирамиды с абрикосами и хурмой. Ещё в 1848 г. Н. Данилевский писал, «…в Аварском ханстве горцы приносили землю на голые скалы и, цепляясь по оным как серны, сеяли по нескольку пригорошень проса».
Гимринцы — люди трудолюбивые. Выдающийся дагестанский ученый Расул Магомедов писал о гимринцах: «За гимринцами установилась репутация исключительно трудолюбивых людей. Даже в Унцукуле с его ремесленными традициями и традиционным трудолюбием о гимринцах издавна говорили уважительным юмором: „Дайте гимринцу досыта поесть — и он готов прорыть любую гору“».
В Гимрах расположены:
- Ирганайская ГЭС, вторая по мощности ГЭС (после Чиркейской) на Северном Кавказе.
- Фруктово-консервный завод ООО «Генуб».

## Туризм
Гимры отличается богатой историей, многообразием исторических и природных объектов, самобытными традициями и уникальными природно-климатическими ресурсами. На Гимринской территории можно любоваться:
- Чудесными памятниками природы — самым глубоким в мире Сулакским каньоном, особо охраняемым государственным лесохозяйством в местности Бузна, местом слияния рек Андийского Койсу с Аварским Койсу и образования самой крупной дагестанской реки Сулак; республиканским природным заповедником «Теснина „Эхо“»; водопадом «Чвахукь»; камнем «Аздагьо» (ГуругамачI); большим разнообразием скальных и горных силуэтов; пещерой «Кӏудияб нохъо» (Большая пещера) внутри села, с множеством пещер в его окрестностях; другими памятниками.
- «Раем для горных туристов» — обилием скал и изрезанностью рельефа. Перепад высот на территории с. Гимры составляет около 1500 метров.
- Обилием солнца и нехарактерной для других дагестанских территорий жарой в летние месяцы.

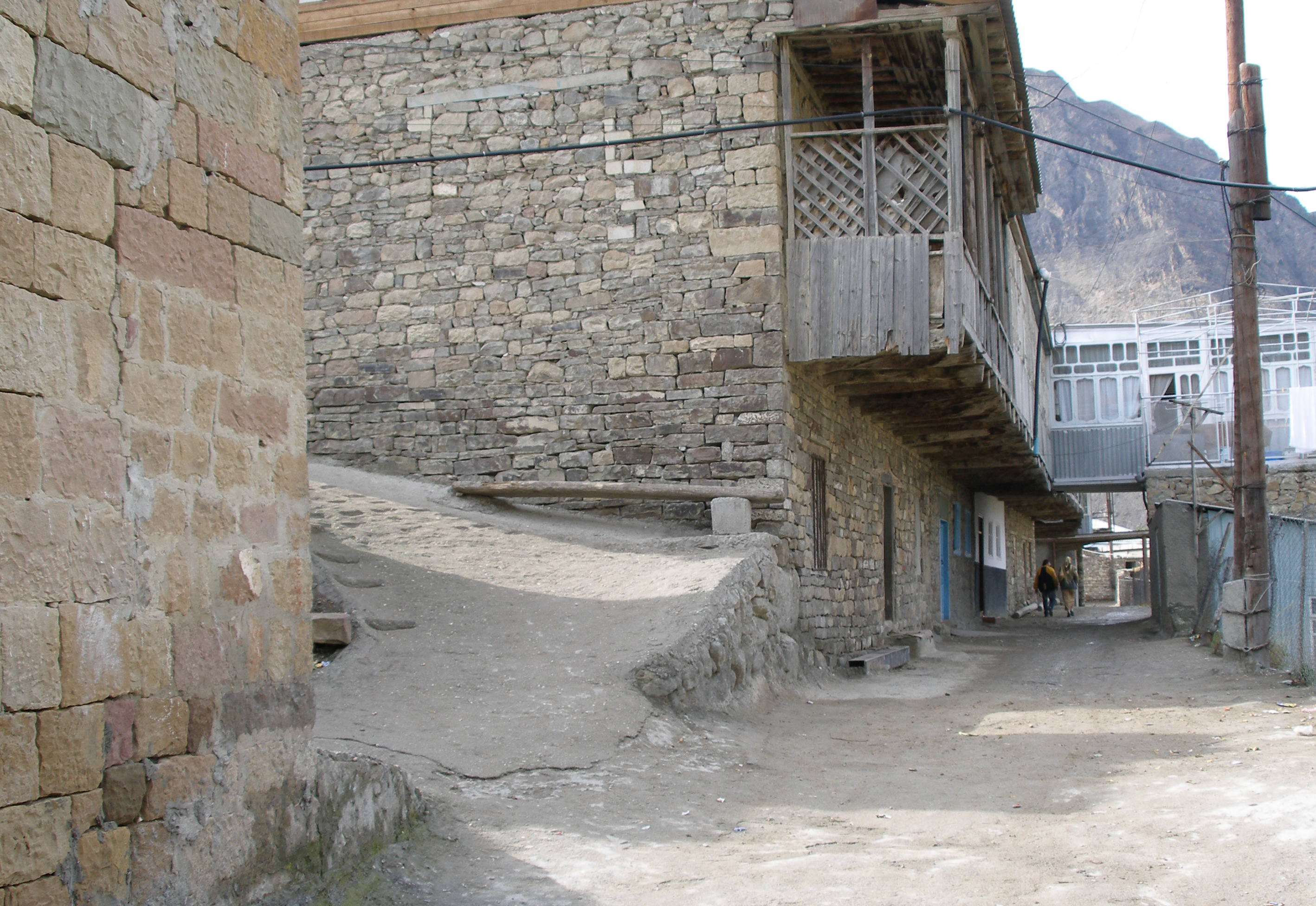
Дом, в котором жил Гамзат Цадаса

- Наличием прекрасных уголков природы и рекреационных зон, хвойных и смешанных лесов, целебных ресурсов, богатой и интересной фауны и флоры.
- Памятником трудолюбию гимринцев, оригинальным «музеем горно-долинного садоводства» — многовековыми террасными садами, созданными исключительно ручным трудом и применением самых экологичных агротехнологий. Самыми разнообразными фруктами и ягодами, в том числе субтропическими — хурмой, инжиром, гранатом, киви, мушмулой и другими.
- Местами, связанными со сражениями и героями Кавказской войны, как с горской, так и с царской стороны: имамами — Газимухамадом, Хамзат-бегом, Шамилем, многочисленными их сподвижниками, шейхами Мухамадом Ярагским и Джамалудином Казикумухским, многими известными учеными того периода, дядей Шамиля Бартиханом и другими героями-гимринцами, царскими генералами — Ермоловым (на Гимринском хребте), Розеном, Клюгенау, Ивеличем, Граббе, Евдокимовым и другими, наместником Кавказа великим князем Михаилом Николаевичем.
- Местами сражений, связанными с Гражданской войной в Дагестане, Нажмудином Гоцинским, Махачом Дахадаевым и другими участниками событий тех лет.
- Мечетями, медресе, зияратами, кладбищами, другими объектами для паломничества, местами, связанными с именами гимринских ученых-алимов, шейхом Раджабилавом Абдулой-Хаджи.
- Архитектурными, культурно-историческими памятниками села, объектами материальной культуры.

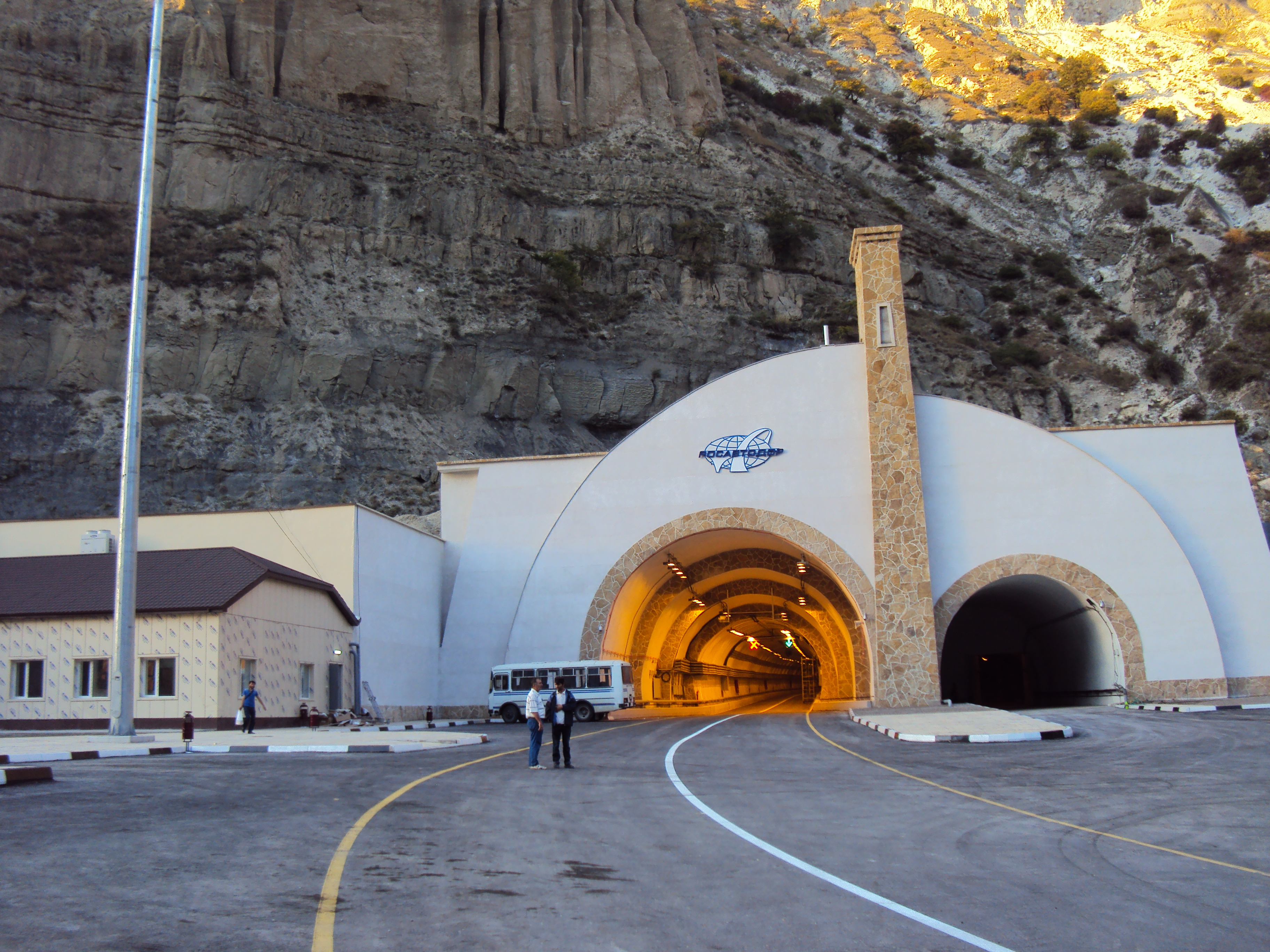
ГАДТ

- Гимринским филиалом Дагестанского Государственного объединённого историко-археологического музея — краеведческим музеем села Гимры. Музеем- кузницей Салихилава — сподвижника Шамиля. Домами: имама Газимухамада, имама Шамиля, шейха Раджабилава Абдула-Хаджи, шейха Магомеда Ярагского. Домом, где, будучи дибиром, жил Гамзат Цадаса в с. Гимры. Местом учёб молодых Газимухамада и Шамиля. Объектами, связанными с именами: основоположника прозы на аварском языке и языках народов Дагестана и Северного Кавказа Хасанилава Гимринского; арабо-язычных поэтов Мухамаднура и Маккашарипа; известного борца национального стиля Магомеда Синезуба; аварского поэта Аминатил Мухамада; военного атташе России в Японии, начальника Андийского округа, полковника Джамалудина Шамилева (Ханивал Жамалудин); начальника Аварского округа, полковника Шамсул-Вары Раштанова и других личностей.
- Уникальным памятником прошлого и действующим общественным обрядово-гигиеническим и лечебно-оздоровительным объектом «Къулгӏа», которое именуется каждым на свой лад: молельной, холодными банями, местом отдыха и т. д.
- Народно-хозяйственными объектами и объектами соцкультбыта, среди которых особо значимы: Гимринский автодорожный тоннель со службой обслуживания и сейсмической лабораторией, станционный узел и здание Ирганайской ГЭС, водохранилище Чиркейской ГЭС, малый транспортный тоннель, речной причал, мост через Аварское Койсу и другие объекты[6].

## Достопримечательности

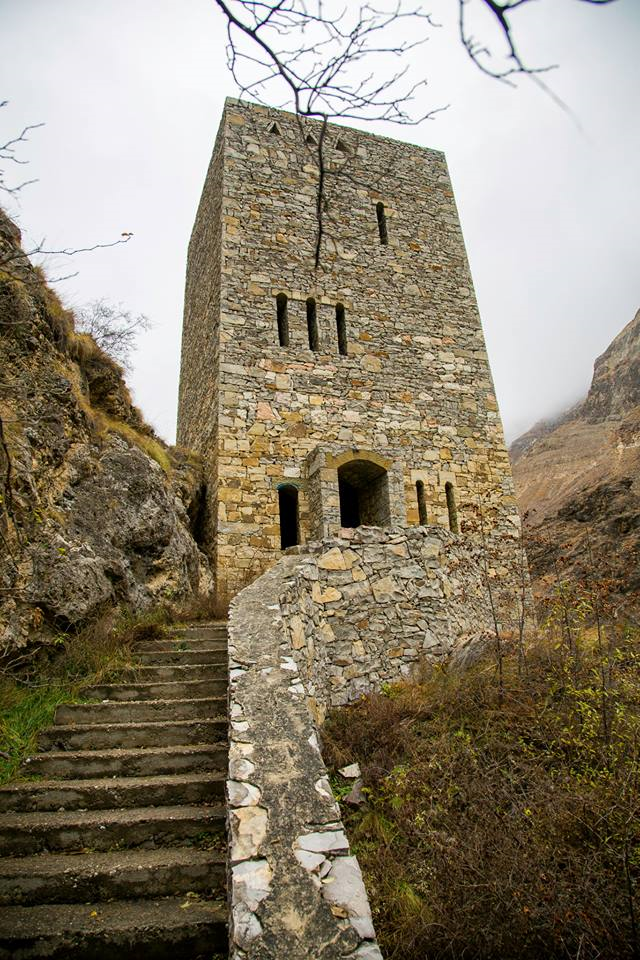
Гимринская башня. Оборонительная башня в окрестностях села. В этом месте погиб первый имам Дагестана Газимухаммад 17 октября 1832 в ходе Кавказской войны

- «Гимринский Сангар» — место гибели 1-го имама Дагестана Газимухаммада (в 2 км к востоку от села).
- Гимринская оборонительная башня.
- Памятник имамам Дагестана и Чечни и их мюридам (в центре села).
- Холодная летняя баня для мужчин, построенная шейхом Накшбандийского тариката Абдуллой-хаджи Гимринским.
- Мечеть и медресе, в котором учились имамы Дагестана Шамиль и Гази-Мухаммад.
- Гимринский исторический музей.
- Исламское медресе.
- Гимринский автодорожный тоннель.

## Гимринцы за рубежом
Уроженцы села Гимры живут и в Турции. Это потомки тех гимринцев, переселившихся в Турцию после завершения Кавказской войны. Селение Гюмюшхаджикёй в народе назывался Гемари в связи с тем, что там проживает очень много гимринцев. Одна из наиболее известных потомков гимринцев в Турции — Бану Авар.

## Инфраструктура
Вон Гимры, вон, в садах зелёных!
Былых годов воскресла быль.
В одной из этих саклей голых
Когда-то был рождён Шамиль!
По тесным улицам когда-то
Ходил в мечеть Кази-Мулла.
Убийцы ханов — тень Гамзата
Не раз бродила… Крик: Аллах!
Не раз в ауле раздавался,
И кровь не раз лилась рекой.
Войны кровавой век промчался
И над аулом мир, покой.
И лишь старик на годекане
В кругу джигитов молодых
Речь поведёт, и, как в тумане
Предстанет день годов былых.
Но солнце мира тени гонит,
И, вместо брани, — мирный труд.
Одна Койсу шумит и стонет:
Покоя скалы не дают.
В селе функционируют:

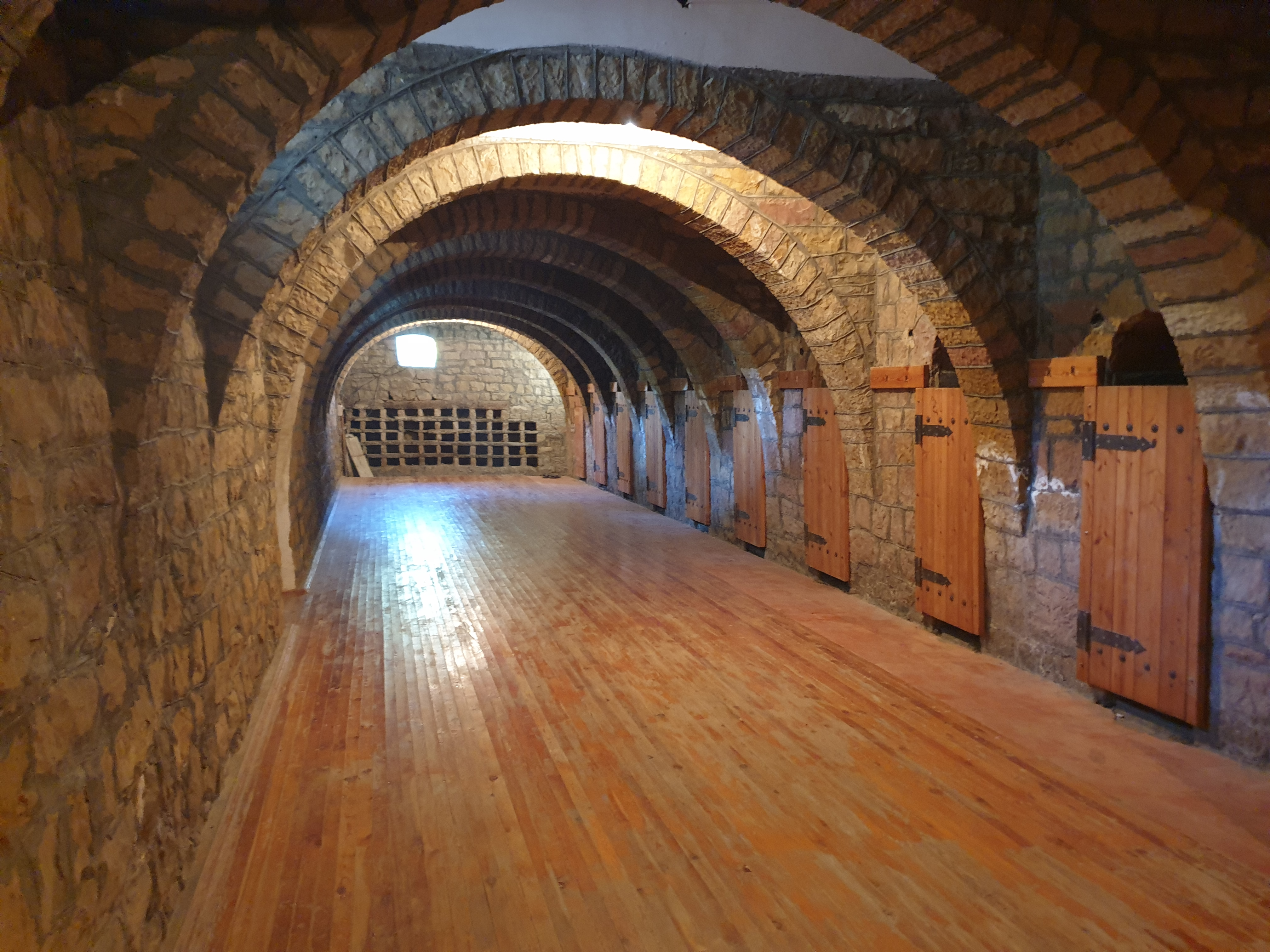
Гимринские бани

- Гимринская средняя общеобразовательная школа
- Гимринская поселковая средняя общеобразовательная школа им. Имама Шамиля
- Дом администрации
- Дом культуры
- Почта
- Детский сад
- Музей
- Открытая волейбольная площадка
- Футбольное поле
- Гимринская Участковая больница
- Исламская библиотека
- Две медресе
- Шесть мечетей.

## Телекоммуникации
Список компаний, предоставляющих телекоммуникационные услуги:
Мобильная связь:
МТС, Билайн, МегаФон.
Интернет:
Беспроводной интернет Wi-Fi (Wireless Fidelity).

## Улицы
Улицы села:
- ул. Имама Газимагомеда
- ул. Имама Шамиля
- ул. Абдуллы Хаджи Гимринского
- ул. Магомеда Айгунова
- ул. Рамазан Хаджи

## Известные уроженцы
Родившиеся в Гимрах:

## Галерея

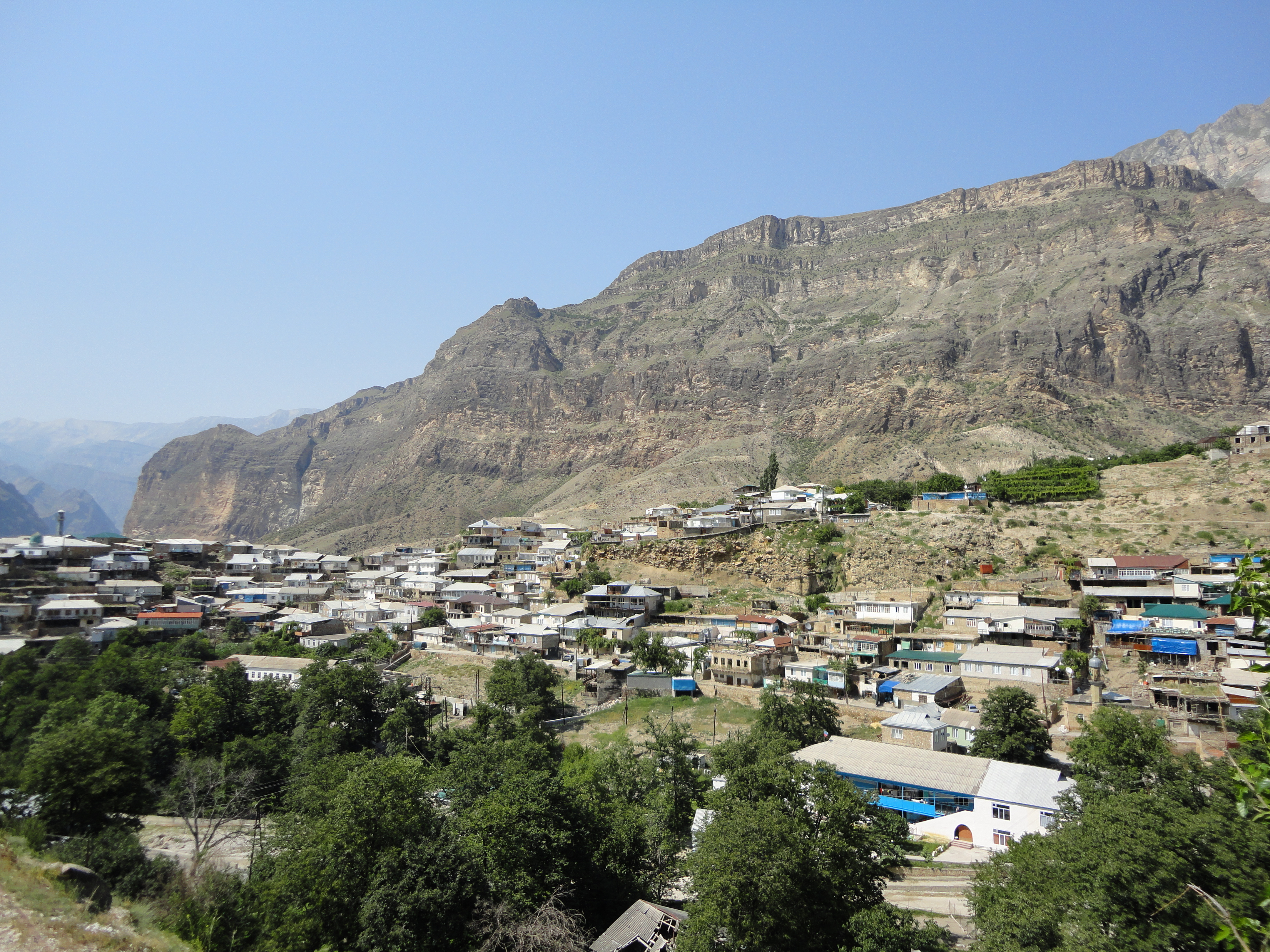
Общий вид
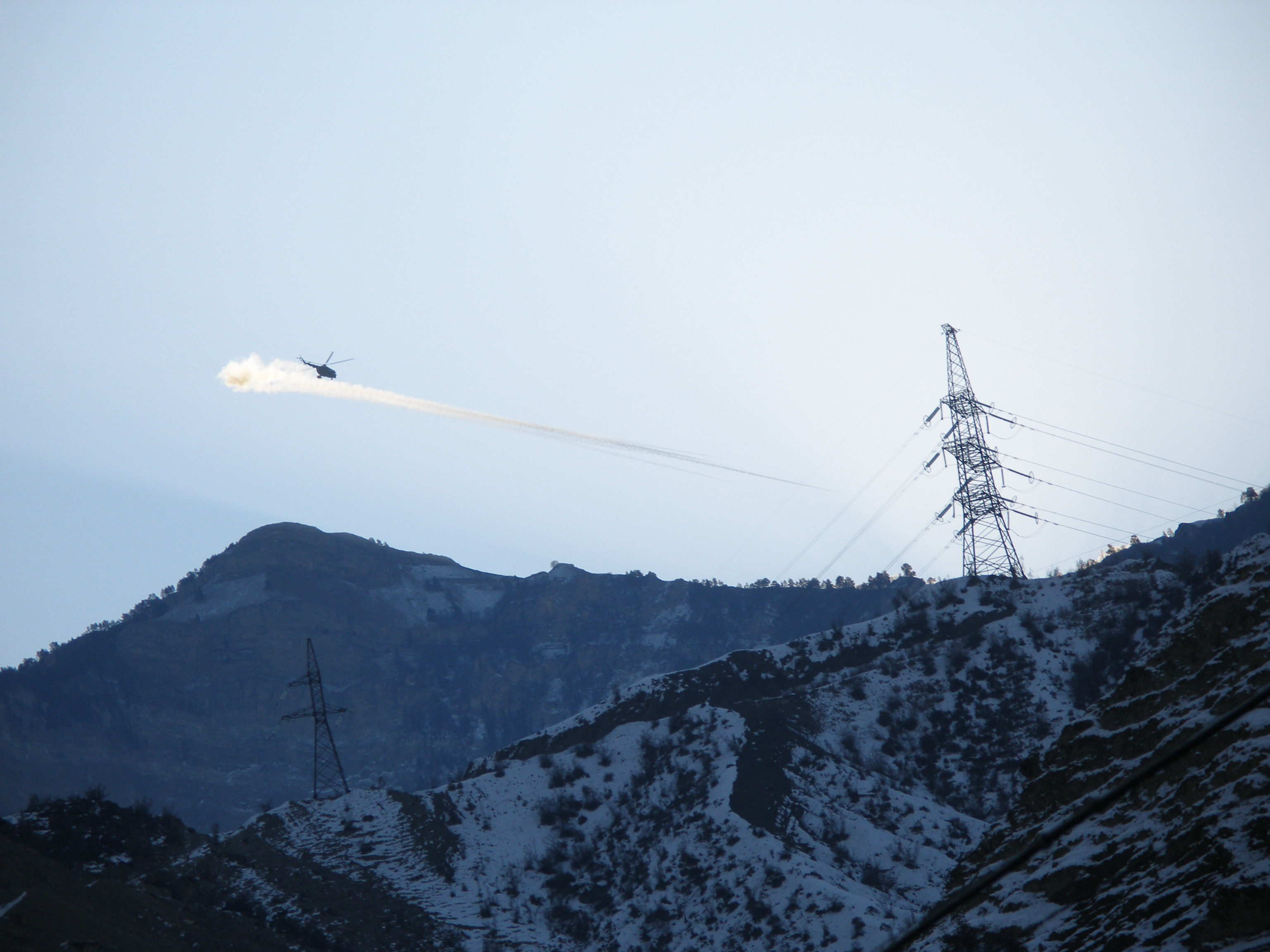
Бомбежка леса
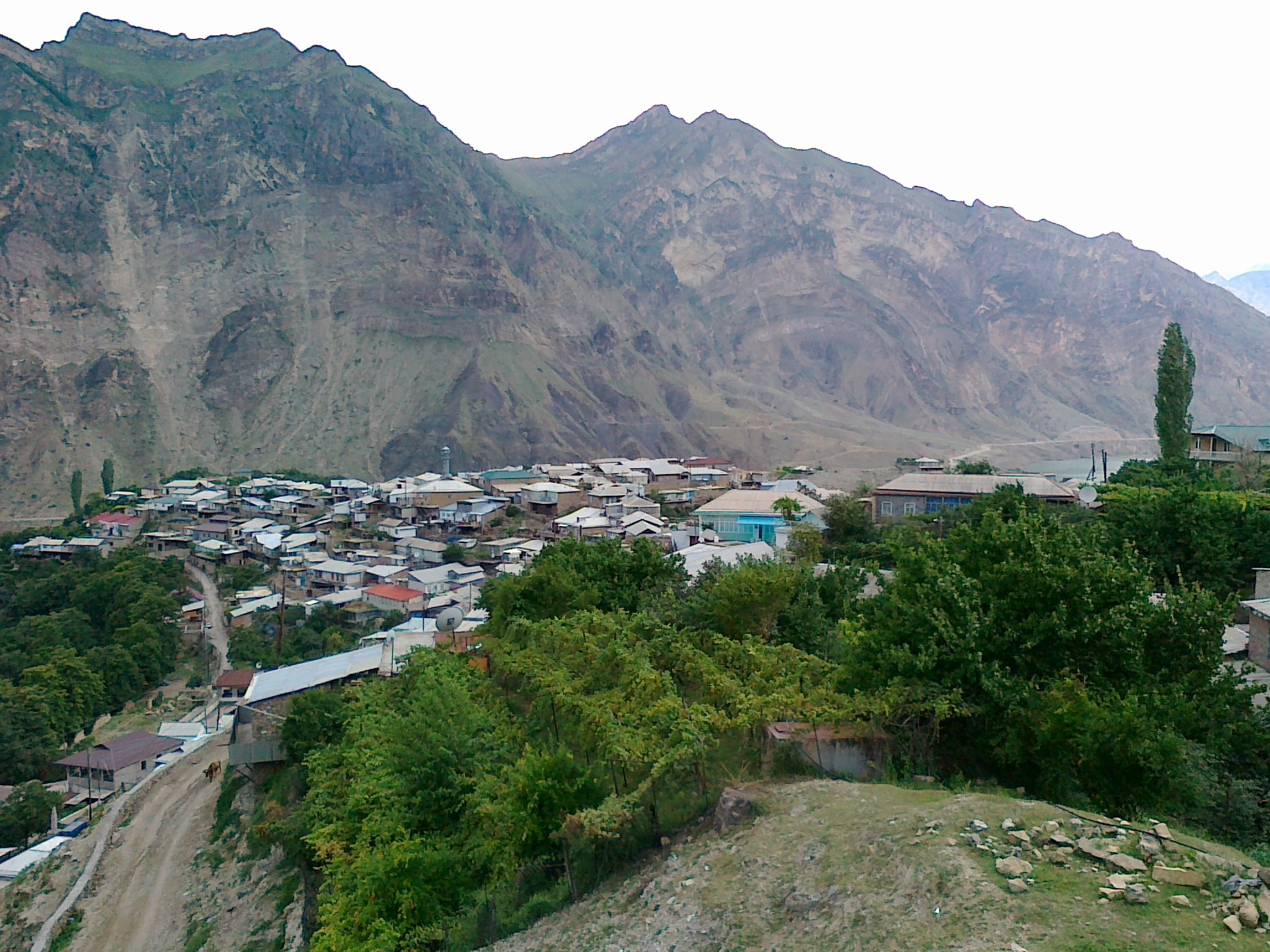
Центральная часть
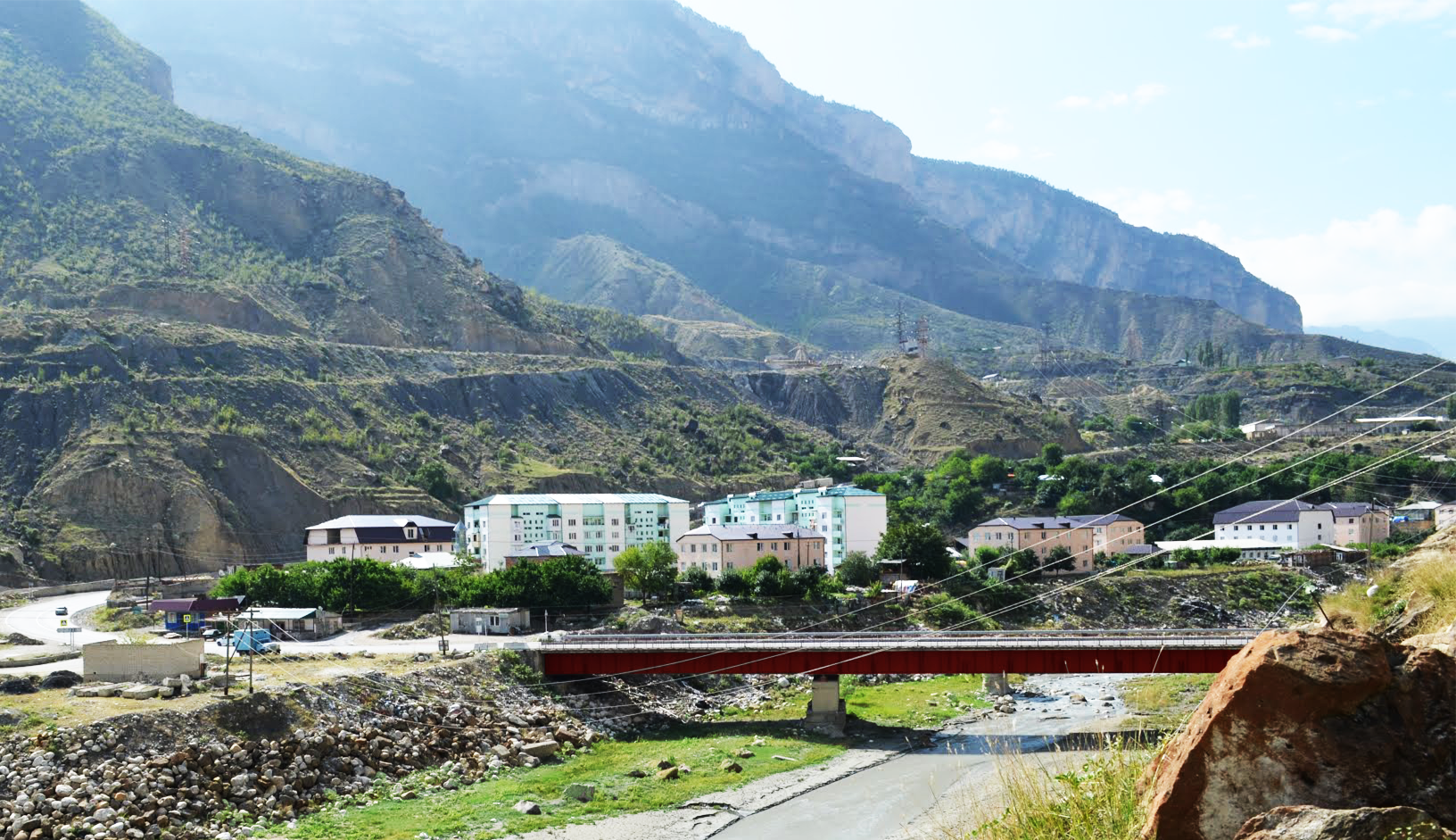
Поселок Гимры